# 马过河站
马过河站是位于云南省马龙县马过河镇的一个铁路车站，邮政编码655101。车站建于1941年，有贵昆铁路经过该站，现仅办理货运，不办理客运业务，车站及其上下行区间均已电气化。车站距离贵阳站531公里，隶属昆明铁路局，是四等站。